# 手掘り日本史
『手掘り日本史』（てぼりにほんし）は、司馬遼太郎による随筆集。
『竜馬がゆく』『国盗り物語』『殉死』等を発表し歴史小説家として一定の評価を得ていた司馬に、評論家の江藤文夫がのべ18時間にわたりインタビューし纏めた内容を、司馬が改めて加筆したもの。質問の主題は、小説を執筆するにあたり歴史をどのようにして捉えるかということが中心となっている。それに答えて、自身が現地に足を運び取材を積み重ねることで歴史上の人物を皮膚で感じるまで高め、その心理や行動の背景にあるものを理解するといった、司馬の入念な調査手法が述べられている。

## 書誌
- 『手掘り日本史』（毎日新聞社、初版1969年6月、新装版1976年ほか）
- 『手掘り日本史』（集英社文庫、初版1980年7月、改版2007年1月）、ISBN 4087461211
- 『手掘り日本史』（文春文庫、初版1990年11月、改版2012年5月）、ISBN 4167663376